# Museografía

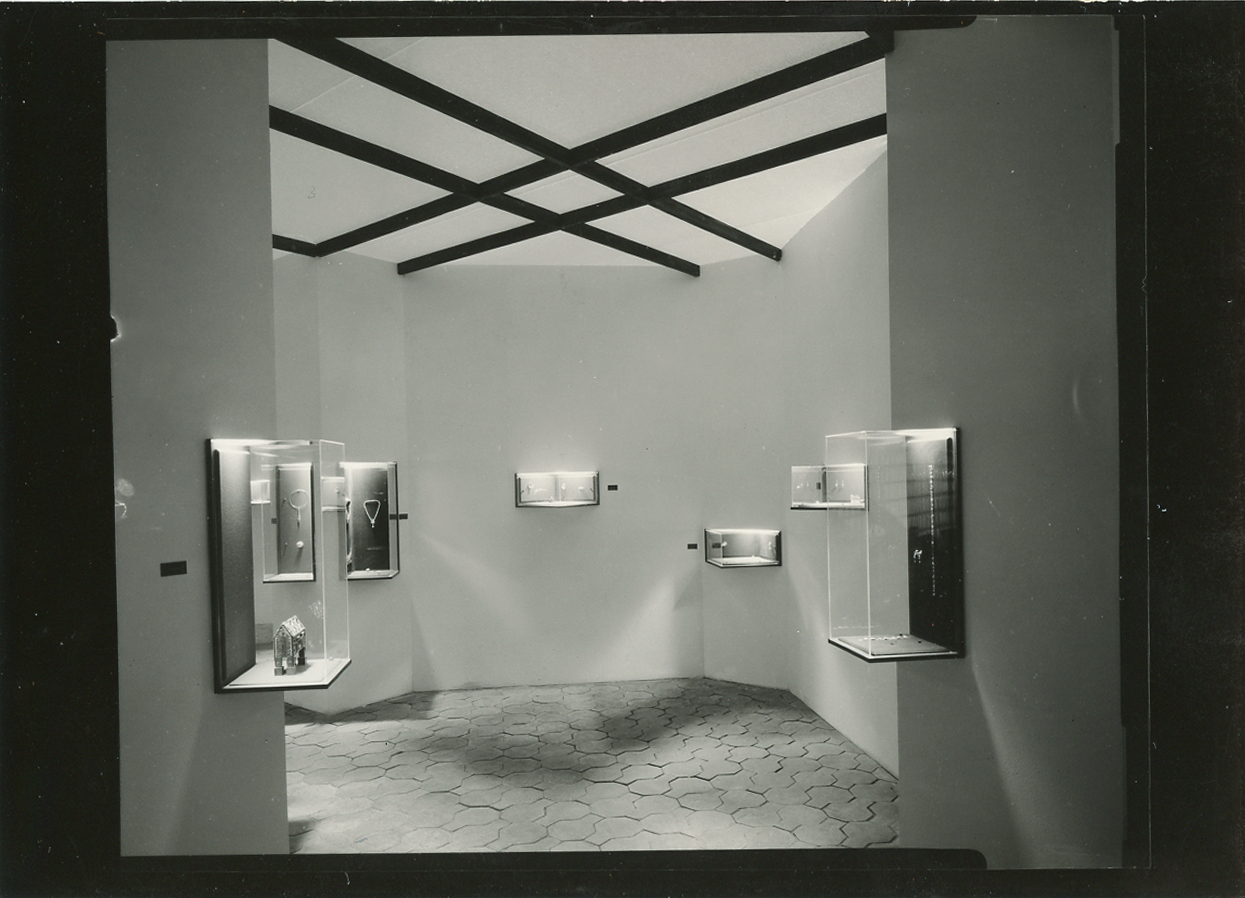
Exposición en una fotografía de Paolo Monti

La museografía es el conjunto de técnicas y prácticas relativas al funcionamiento de un museo. Agrupa las técnicas de concepción y realización de una exposición, sea temporal o permanente. La disposición física de una exposición debe tener en cuenta tanto las exigencias de conservación preventiva de los objetos como la disposición y presentación.
La museografía debe asumirse como una disciplina integral e integradora de conocimiento cuyo objetivo se relaciona con la museología. Reúne oficios técnicos o científicos (arquitectura, restauración de obras de arte) y artísticos (escenografía, iluminación). Los elementos museográficos son, por tanto, las vitrinas, muros que albergan las obras, las piezas de gráfica, audiovisuales e interactivos, sistemas de iluminación y todos aquellos recursos mediante los que se apoya e implementa el discurso museológico que pretende transmitir la muestra.
Algunos autores prefieren denominarla técnicas expositivas, para remarcar la importancia que tiene considerarlas en un sentido más amplio al estrictamente cultural. Las técnicas expositivas cumplen una función y evolucionan dentro de múltiples contextos de actividad cultural y comercial.
El término expografía, de origen anglosajón y de poco uso en el habla hispana, tiene el significado limitado a la relación de la obra con el espacio para cumplir la función sustrato del museo: mostrar.
El espacio museográfico puede ser definido como un espacio de comunicación que expresa, de una forma sensible, el programa científico del conservador del museo o del curador de una exposición temporal. Que sea a través de exponer cosas o diferentes proyectos como pinturas, historias de antes, exponer para que la gente vea los trabajos y las técnicas que se usaron en el trabajo de los pintores o creadores; también se puede decir como diferente arte en cada clase de pintura, en algunas es la técnica del fresco, la acuarela, acrílica, óleo, a lápiz, etc. Y el pintor la lleva a un museo para exponerla y que la gente la vea y aprecie su arte.

## Museografía didáctica e interactiva
La museografía didáctica tiene como objetivo principal la concepción, el diseño y la ejecución de exposiciones atendiendo primordialmente a los principios de la didáctica, es decir, su objetivo es proveer a los objetos, artefactos o restos expuestos de informaciones complementarias, de contextualizaciones y de herramientas de interpretación para que el mayor número posible de visitantes pueda integrarlos en su red de conocimiento.
La museografía interactiva es una variante de la museografía didáctica que tiene como elemento central la interacción didáctica, es decir, el ejercicio de una acción mutua entre lo expuesto y el visitante, por lo que la exposición se hace más inclusiva, dialogante y participativa.